# Zgornji Kozji Vrh
Zgornji Kozji Vrh este o localitate din comuna Radlje ob Dravi, Slovenia, cu o populație de 154 de locuitori.